# リチャード (グロスター公)

グロスター公リチャードの紋章

グロスター公爵リチャード王子（英語: Prince Richard, Duke of Gloucester、洗礼名: リチャード・アレクサンダー・ウォルター・ジョージ; Richard Alexander Walter George、1944年8月26日 - ）は、イギリス王室成員、第2代グロスター公爵（1974年6月10日襲爵）。女王エリザベス2世の従弟で、ジョージ5世とメアリー・オブ・テックの孫としては最年少となる。現時点では英国王位継承順位31番目にある。公邸はケンジントン宮殿。

## 略歴
グロスター公爵ヘンリーと同夫人アリスの次男として、ハートフォードシャーで生まれ、同年10月20日にウィンザー城で洗礼を施される。代父母には、エリザベス・ボーズ＝ライアン、アリス・オブ・オールバニ、バクルー公ウォルター・モンタギュー＝ダグラス＝スコット、ケンブリッジ侯ジョージ・ケンブリッジ、シュレースヴィヒ＝ホルシュタイン公女メアリー・ルイーズ、シビル・フィップス、ハロルド・アレグザンダー等がいる。第二次世界大戦中だったこともあり、マスコミは洗礼式が行われた詳しい場所は報じず、「国内の私立教会で行われた」とのみ伝えた。
生後間もなく、父ヘンリーのオーストラリア総督就任に伴い、一家でオーストラリアへ渡り、1947年に帰国した後は、ノーサンプトンシャーに居を置いた。
幼少期は学校へは通わず、自宅で教育を受けていたが、後にイートン校に進学している。1963年にはケンブリッジ大学のモードリン・カレッジに入学し、建築学を専攻した。1966年に学士号を取得した後は、政府機関で開発に関わる仕事を1年間務めた後、翌1967年に大学に戻り、1969年6月に修士課程への入学試験に合格し、1971年に修士号を取得した。卒業後は、ロンドンにある建築会社の共同経営者となった。
建築家としての人生を歩むつもりだったリチャードだったが、グロスター公を襲爵するはずだった兄ウィリアムが、1972年8月28日に飛行機事故で急逝したことを受けて、自身が爵位を継がなければならなくなった。そのため建築家の道を諦め、女王エリザベス2世を補佐する役割を果たすなど、積極的にイギリス王族としての公務をこなすようになった。2007年10月に、ウスター大学の学長に就任した。

## 家族
1972年7月8日に、デンマーク人のバージットと結婚。妻との間に3子をもうけた。ちなみに、国王ジョージ5世の曾孫である3人の子供たちは「殿下」の敬称を名乗ることはできず、王族としての公務も行っていない。
- アレグザンダー（1974年 - ） - グロスター公の法定推定相続人として「アルスター伯爵」の儀礼称号を帯びている。
- デイヴィナ（1977年 - ）
- ローズ（1980年 - ）

## 称号
- 1944年8月26日 – 1974年6月10日
リチャード・オブ・グロスター王子殿下（英語: His Royal Highness Prince Richard of Gloucester）
- 1974年6月10日 - 
グロスター公爵殿下（英語: His Royal Highness The Duke of Gloucester）